# Albacete
Albacete - tiếng Ả Rập: البسيط là một thành phố ở đông nam Tây Ban Nha, cách Madrid 278 km về phía đông nam, là thủ phủ của tỉnh Albacete ở cộng đồng tự trị Castilla-La Mancha. Đô thị này có dân số 152.115 người năm 2002.
Khu định cư này, được đặt tên là Al-Basit, "những thứ đơn giản" bởi người Ả Rập. Thành phố này là trung tâm sản xuất kéo, dao tốt. Một nhà máy của Eurocopter hoạt động năm 2007. 
Cùng với Ciudad Real, thành phố này có một trong bốn khu trường sở của Đại học Castilla la Mancha.

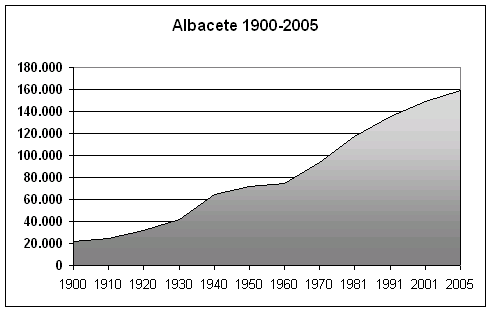
Biến động dân số từ 1900

## Sân bay
Albacete có Sân bay Los Llanos, với hãng Air Nostrum (một công ty nhượng quyền của Iberia Airlines), với chuyến bay đến Barcelona.